# Jørn Utzons hus i Hellebæk
Jørn Utzons hus i Hellebæk er en et-plans-villa i Hellebæk i Nordsjælland. Villaen er bygget af arkitekten Jørn Utzon i 1952 som tegnestue og bolig til ham selv og hans familie. Villaen er anerkendt som et hovedværk inden for efterkrigs-årenes hjemlige villaarkitektur. 

## Historien
I 1937 flyttede den 18-årige Jørn Utzon og hans forældre fra Aalborg til Helsingør og han begyndte sine studier på Københavns Kunstakademi. Efter sin eksamen i 1942 tog han til blandt andet USA og Sverige for at besøge og arbejde med berømte arkitekter. I USA mødte han blandt andet Ray og Charles Eames og Frank Lloyd Wright. Han fandt inspiration i de byggetekniske principper i Eames hus, hvori én væg bærer resten af husets elementer, og i Wrights idéer om åbne grundplaner. Han anvendte disse idéer, da han i 1952 kom tilbage til Nordsjælland og byggede sin egen villa i Hellebæk. I 1959 opførte Utzon en tilbygning, efter hans familie blev udvidet med et tredje barn. Huset var Jørn Utzons hjem i Danmark i resten af hans liv. Efter Jørn Utzons død i 2008 blev villaen overtaget og beboet af Jørn Utzons søn, Jan Utzon og hans familie, som har bolig i den nyere del og tegnestue i den gamle del af huset.

## Arkitektur
Bygningskomplekset består af to sammenbyggede huse: dels et øst-vestorienteret længehus fra 1952 med en overdækket forbindelse til en garage nord for villaen, dels udvidelsen af villaen fra 1959 placeret længere mod nord.
Villaen og garagen er bygget i gul-hvide mursten og mørkbejdset træ. Den oprindelige villa fra 1952 er bygget op omkring en lang nordvendt blankmur som kun har ét hul til indgangsdøren. Sydfacaden består af en stolpekonstruktion med et stort glasparti af skydedøre med termoglas. Dørene åbner til en plateau-lignende, sydvendt terrasse. Også ved husets øst- og vestside er der udgang til terasser, som beskyttes mod den kolde nordenvind af nordmuren. Terrasserne er belagt med gule teglsten. Villaen og en stor del af terasserne overdækkes af ét stort fladt tag. Taget er afdækket med tagpap og udstyret med en skorsten og et par ovenlys som giver lys til soveværelserne. Villaen har en længdegående stue, der har fungeret som både opholds-, spise- og legeplads for familien, med en åben forbindelse til køkkenet.
Nord for og parallelt med villaen ligger den tidligere garage. Garagen har også et fladt tag. Garagen er forbundet med huset ved en fortsættelse af villaens tagspær, som danner en pergola-lignende overdækning til det grusbelagte adgangsareal mellem bygningerne. Efter en ombygning er garagen udstyret med ét stort glasparti i den tidligere garageåbning mod øst.
Tilbygningen fra 1959 er som selve villaen udført som et lidt større længehus. Den er placeret nord for og parallelt med den ældre villa. Bygningerne er forbundet med en glasgang midt for tilbygningen og på østsiden af den ældre villa.
Villaens design var meget eksperimenterende i sin karakter og blev udformet undervejs i byggeprocessen. Om byggemetoden sagde Utzon: “- vi begyndte med at mure den lange nordvæg op og fastslog dermed husets modul - det væsentlige for mig er, at den arkitektoniske holdning eller systemet i et hus ikke begrænser husets funktioner og dermed hæmmer livet i det”.